# Diego José de Montiel y Valderrama
Diego José de Montiel y Valderrama o bien Diego José de Montiel y Vázquez de Coronado (Granada de la provincia de Nicaragua, Capitanía General de Guatemala del Imperio español, 12 de mayo de 1748 – Granada de la provincia de Nicaragua, República Federal de Centro América, ca. 1838) fue el octavo y último adelantado de Costa Rica por haberlo heredado de su progenitor, Pablo José de Montiel y Echavarría Navarro. 

## Biografía

### Origen familiar y primeros años
Diego José de Montiel y Valderrama había nacido el 12 de mayo de 1748 en Granada de la provincia de Nicaragua, Capitanía General de Guatemala que era una entidad autónoma dentro del Virreinato de Nueva España, siendo hijo del sétimo adelantado Pablo José de Montiel y Echavarría Navarro y de Felipa de Valderrama, una hija de Baltasar Francisco de Valderrama, gobernador de Costa Rica desde 1727 hasta 1736.

### Adelantado de Costa Rica
Se encontraba residiendo en Santiago de Guatemala —actual Antigua Guatemala— cuando falleció su padre el 17 de mayo de 1754 y así con el nombre de Diego José de Montiel y Vázquez de Coronado heredó el título como octavo adelantado de Costa Rica que le fue confirmado por el rey el 26 de octubre del mismo año.
Posteriormente regresó a Nicaragua y se estableció en Granada. Tuvo un serio disgusto con Domingo Cabello y Robles, gobernador de Nicaragua, que se negó a reconocerle los honores y privilegios procesales correspondientes a su título. El adelantado se quejó ante la Real Audiencia de Guatemala y esta ordenó que fueran respetados y asegurados tales honores y privilegios.

### Matrimonio y descendencia
Se casó con Manuela Chamorro, con quien no tendría descendencia pero según algunos autores de diversas épocas, quien participara en las revoluciones del siglo XIX era su hijo homónimo, VIII adelantado de Costa Rica, título reconocido por el rey el 14 de noviembre de 1804.

### Participación en revoluciones libertadoras
Intervino en los acontecimientos revolucionarios de Nicaragua en 1811-1812, al lado de los insurgentes, motivo por el cual se le sometió a juicio junto con otros pioneros de la independencia de ese país y se le desterró. Regresó a Nicaragua gracias a un indulto concedido por el soberano Fernando VII por real orden del 25 de junio de 1817, con motivo de su matrimonio.
Apoyó la unión de Nicaragua al Primer Imperio Mexicano de Agustín de Iturbide que reconoció su título de adelantado de Costa Rica. Sin embargo, en 1823 una ley emitida por la Asamblea Constituyente de las Provincias Unidas del Centro de América dispuso abolir todas las dignidades nobiliarias y el título se extinguió.

### Fallecimiento
Finalmente el exadelantado Diego José de Montiel y Valderrama falleció hacia 1838 en la mansión solariega llamada Cadenas de la «Plazuela de los Leones» de la ciudad de Granada, en la entonces provincia de Nicaragua de la República Federal de Centro América.